# ۲٬۸-دی هیدروکسی آدنین
۲٬۸-دی هیدروکسی آدنین (به انگلیسی: 2,8-Dihydroxyadenine) با فرمول شیمیایی C5H5N5O2 یک ترکیب آدنین با شناسه پاب‌کم ۶۱۹۷ است؛ که جرم مولی آن ۱۶۷٫۱۲۶ گرم بر مول می‌باشد.